# Банда Владимира Дуреева
Банда Владимира Дуреева (также известна как «Бригада тёмных киллеров») — одна из наиболее известных преступных организаций Кемеровской области, действовавшая в 1995—2000 годах.

## Предыстория

Владимир Дуреев, лидер банды

К середине 1990-х годов передел собственности в городе Кемерово между различными организованными преступными группировками был завершён и сферы криминального влияния стабилизировались. Наиболее авторитетными воровскими кланами Кемерова стали так называемые «грузинские» и «славянская» группировки. Неофициальным главой криминального мира города («положенцем») был «вор в законе» Олег Чернышёв по кличке Чёрный, опиравшийся на оба преступных сообщества. Чернышев и его подручные контролировали многие сферы экономики, торговли, промышленности.
Однако мир в криминальной среде столицы Кузбасса был недолгим. Осенью 1991 года Чернышев неожиданно скончался от передозировки наркотиков, а равного ему по степени влияния криминального авторитета в Кемерово не нашлось. С новой силой вспыхнули противоречия между «славянами» и «грузинами». В итоге два крупнейших «славянских» «вора в законе» Геннадий Макоша («Макоша») и Евгений Евсеев («Евсей») решили «очистить» Кемерово от грузинских авторитетов и поддерживавших кавказцев русских воров и в начале 1995 года там развернулась настоящая криминальная война. Формальным поводом к ней стало решение «крёстного отца» «грузин» Тристана Сичинавы («Тристана») «короновать» в «воры в законе» 17-летнего Эдуарда Зайцева («Волосатого») без соответствующего одобрения «славянских» авторитетов.
В этих условиях стремительно выросло влияние околокриминального бизнесмена Владимира Игнатьевича Дуреева («Дурея», «Бати»). Дуреев был достаточно примечательной личностью: имея за плечами только 8 классов образования, он благодаря напористости и хватке вскоре стал крупным акционером Кемеровского пивного завода, основателем сети популярных среди населения города автомобильных магазинов. Также Дуреев контролировал ряд коммерческих магазинов, палаток, ресторанов, пытался поставить под контроль и ключевую для Кузбасса сферу экономики — добычу угля. В начале своей карьеры Дуреев пользовался поддержкой грузинских воров, но позже решил перейти к их «славянским» конкурентам. Бизнесмен сумел сколотить хорошо обученную команду наёмных убийц, достаточно быстро получившую в Кемерове прозвище «бригады тёмных киллеров».

## Начало деятельности банды. Война с «грузинами»
Первой жертвой «тёмных киллеров» стал «грузинский» авторитет Александр Фатеев («Фотя»). 30 августа 1995 года он был застрелен в центре Кемерова прямо у себя в машине на глазах у потрясённых телохранителей. Находившийся рядом Зайцев лишь чудом остался жив. В том же 1995 году был убит ещё один лидер «грузин» — Юрий Зайчиков («Заяц»). В обоих случаях убийцы применяли пистолет Макарова с глушителем, не оставляя его на месте преступления, как это делается при «классических» заказных убийствах.
Правоохранительным органам удалось найти как орудие убийства Фатеева, так и пистолет, из которого был убит Зайчиков. В первом случае пистолет был найден у главаря так называемой «банды спортсменов» Митрофанова, во втором — у одного из членов «славянского» преступного клана. Однако в связи с недостатком улик оба бандита вскоре были выпущены на свободу, где достаточно быстро были убиты неизвестными. Примечательно, что Митрофанов незадолго до своей гибели в показаниях признался, что купил оружие у одного из охранников бизнесмена Владимира Дуреева, однако тогда не нашлось должных улик и против него. Более того, человека с приметами таинственного продавца среди окружения Дуреева сыщики так и не нашли. В итоге было решено, что Митрофанов нарочно пустил следствие по ложному следу.
Со временем отношения между главарями «славянского» клана, в особенности Евсеевым, и бригадой Дуреева стали стремительно портиться. Амбициозный Дуреев был недоволен тем, что Евсеев не подпускал его к криминальной власти в городе и платил, по его мнению, весьма скромные гонорары исполнителям убийств. В итоге именно финансовые разногласия вновь спасли жизнь юному «вору в законе» Зайцеву: сумма в 30 тысяч рублей, предложенная Евсеевым за его убийство, показалась «тёмным киллерам» недостаточной.
Результатом размолвки Дуреева со «славянами» стала его крайняя подозрительность по отношению ко всем крупным фигурам в криминальном мире Кузбасса. Этим в июне 1996 года решили воспользоваться уголовники-рецидивисты Александр Верзилов и Виталий Коновалов. Приятели занимались исполнением заказных убийств, однако очередное задание, полученное от «положенца» города Мариинска Кемеровской области Каткова («Катка»), выполнять побоялись. Катков требовал от киллеров убийства директора Мариинского спиртзавода Виктора Калугина, не желавшего платить дань мариинским бандитам.
Верзилов и Коновалов решили, что после выполнения столь ответственного поручения смерть будет грозить уже им самим — Катков даже среди преступников слыл «беспредельщиком», который мог спокойно убить и бывших союзников, знавших про него слишком много. Киллеры решили пойти на блеф: взяв с Каткова аванс, они сообщили Дурееву о том, что Катков якобы заказал им его убийство. Дуреев, находившийся с мариинскими бандитами во враждебных отношениях, поверил Верзилову и Коновалову и поручил им убить Каткова. Гонораром стали легковые автомобили каждому. 24 июня 1996 года заказ Дуреева был выполнен.
В июле 1996 года крайняя подозрительность Дуреева привела к гибели двух совершенно невиновных людей. У базы «Вторчермет», где он находился по делам своего бизнеса, он заметил припаркованную машину, в которой сидели двое мужчин — как выяснилось позже, два мелких предпринимателя. Но Дуреев принял их за убийц, посланных кем-то из своих многочисленных врагов. Тут же лично он, а также Верзилов, Коновалов и ещё один «тёмный киллер», Старыгин, расстреляли водителя и пассажира машины. Всего было выпущено 80 пуль. Когда же ошибка выяснилась, набожный Дуреев поставил за своих жертв по свечке в храме.

## Пик деятельности банды. Война со «славянами»
Опасения Дуреева были небезосновательны: недавние друзья Евсеев и Макоша действительно решили его устранить. Тем же летом 1996 года Евсеев поручил своему племяннику Ерашову и его приятелю Шарикову убить отошедшего от «славян» Дуреева. К тому времени за плечами тех уже было убийство ещё одного «грузинского» авторитета Павла Куприянова («Пашкана»).
Однако со вторым заданием молодые киллеры не справились. Ерашов и Шариков, находясь в состоянии алкогольного опьянения, убили не Дуреева, а его соседей этажом ниже — ни в чём не повинную семью Карпенко: мать и двух её несовершеннолетних детей. Шестнадцатилетний Карпенко сделал киллерам замечание по поводу их нецензурной и громкой брани в подъезде. За это киллеры застрелили его и 4-летнего брата, а мать зарезали. Это бессмысленное преступление потрясло даже преступный мир Кемерова. Если Ерашову удалось скрыться, то Шариков был быстро задержан и вскоре сознался, что действовал по заданию Евсеева, поручившего «убить коммерсанта, живущего на третьем этаже».
Отомстил Дуреев Евсееву лишь через год — 11 июня 1997 года. В тот день Евсеев был подкараулен и расстрелян возле своего дома в своей же машине тремя «тёмными киллерами»: Александром Саловым, Эдуардом Никоновым и ветераном Первой чеченской войны, кавалером Ордена Мужества Виталием Ломаевым. Никто из них даже не прятал своё лицо за маской — настолько уверенно чувствовали себя Дуреев и его люди в Кемерове. За устранение Евсеева главарь банды пообещал исполнителям перед убийством целую автозаправку, однако на деле ограничился лишь старым автомобилем. Салов и Никонов решили уступить машину непосредственному исполнителю Ломаеву, чтобы тот её продал и на вырученные деньги похоронил недавно скончавшуюся мать.
К тому времени за плечами банды Дуреева было и ещё одно громкое убийство. 15 апреля «тёмным киллером» Владимиром Руслановым был убит бизнесмен Владимир Сиворонов, глава Союза предпринимателей Кемеровской области. Сиворонов прославился тем, что не только отказывался платить дань преступным группировкам города, но и в открытую обвинял Дуреева в организации заказных убийств. Такого его коллега стерпеть не мог.
Вскоре Дуреев предпринял и попытку устранения Макоши. Двум боевикам его банды было поручено бросить в окно квартиры «вора в законе» гранаты. Макоша по счастливому для себя стечению обстоятельств не пострадал, однако был вынужден перейти к конспиративному стилю жизни и потерял влияние в воровской среде Кемерова. После этого Дуреев мог по праву считать себя хозяином теневой жизни всего Кузбасса. Его банда состояла из трёх «бригад» — собственно киллеров, личной охраны и рэкетиров. В то же время Дуреев уже не мог контролировать своих боевиков, которые начали убивать уже по своей инициативе.
Так, в июле 1999 года был убит мариинский бизнесмен Павлов, которому один из членов банды, Сергей Пьянов («Пьяный»), задолжал крупную сумму денег. Павлова прямо на работе застрелил один из убийц Евсеева — Ломаев, к тому времени имевший в своём «активе» и ещё одно убийство, совершённое в ходе разбойного нападения в декабре 1997 года совместно с другим членом банды, Игорем Карим («Братом»).
Дуреев вёл внешне вполне благопристойный образ жизни, занимался коммерческой деятельностью. Часто ходил на службы в православные церкви, где оставлял солидные пожертвования, занимался благотворительностью.

## Ликвидация банды
Судьба банды неумолимо подходила к концу. Ещё в ноябре 1998 года в руки правоохранительных органов попали Верзилов и Коновалов. Приятели, работавшие в личной охране Дуреева, не удержались от соблазна поучаствовать за гонорары в «разборках» кемеровских сутенёров. За убийство одного из них, некоего Дроздова, они и были задержаны. Через некоторое время Верзилов признался и в убийстве «положенца» Мариинска Каткова, совершённом по заказу Дуреева. К тому времени развал банды стал неотвратимым: двое «тёмных киллеров», Пьянов и Салов, переметнулись к «грузинам» и даже попробовали летом 1999 года взорвать своего бывшего главаря, однако тот чудом уцелел. А уже через пару месяцев Дуреев был взят под стражу по обвинению в заказе и организации ряда громких убийств.
Дуреев под заключением в следственном изоляторе (СИЗО) проявил упорство. Он всячески отрицал любую свою причастность к инкриминируемым ему убийствам, заявлял, что не знаком с Верзиловым и Коноваловым, что эти люди якобы сознательно его оговаривают. В итоге 25 июля решением суда Заводского района Кемерова Дуреев был освобождён под подписку о невыезде и залог в 20 тысяч рублей, но, оказавшись на свободе, Дуреев бежал из города, скрылся в соседнем Новосибирске и попытался руководить бандой оттуда путём телефонных переговоров. Однако деятельность его банды уже фактически подошла к концу. Осенью 2000 года задержали Владимира Русланова, Эдуарда Никонова, Виталия Ломаева и оружейника банды Анатолия Королёва, изготавливавшего для «тёмных киллеров» необычайно качественные образцы оружия и комплектующие к нему. В противоположность Верзилову и Коновалову, все они были ранее не судимы, вели внешне благопристойный образ жизни, заботились о своих семьях. 22 октября в Новосибирске был вновь задержан и сам Дуреев.
Попав в СИЗО во второй раз, Дуреев по-прежнему не соглашался с обвинениями в свой адрес. Однако его сообщники оказались куда более сговорчивыми; наибольшую помощь следствию оказал Ломаев. Дуреев написал ему несколько записок с требованиями немедленно прекратить сотрудничество со следствием, но было уже поздно.
Простодушный Ломаев (в детстве врачи поставили ему диагноз «олигофрения») был искренне убеждён, что его признания спасут его от наказания, в крайнем случае его лишь вновь отправят «смывать грехи кровью» в Чечню. Когда же Ломаев понял, что его надежды несбыточны, у него началось сильное психическое расстройство. В итоге судебная медицинская экспертиза признала его невменяемым и отправила на принудительное лечение.
Огромное количество жалоб и заявлений главарь банды написал и в различные правоохранительные и судебные органы Кемеровской области. Как иронично заметил Александр Клюквин в посвящённом банде Дуреева выпуске телепередачи «Криминальная Россия» «Кемеровская зачистка», их «хватило бы на целое собрание сочинений».
Суд по делу «бригады тёмных киллеров» состоялся в июне 2003 года. Правда, Верзилов и Коновалов были уже осуждены ранее, а Пьянов и поныне избегает наказания, находясь в федеральном розыске.
Обвинению удалось доказать причастность банды Дуреева далеко не ко всем преступлениям, совершённым ими на самом деле. В итоге причастный к убийствам лишь косвенно оружейник Королёв получил 4 года условного лишения свободы. Остальных же суд отправил отбывать наказание в колонии строгого режима: Игоря Карего — на 8 лет, Эдуарда Никонова — на 13 лет, Владимира Русланова — на 15 лет, Александра Верзилова — на 16 лет, Владимира Дуреева — на 17 лет, Виталия Коновалова — на 18 лет.
Александра Салова, находившегося в розыске, задержали в Кузбассе в сентябре 2017 года. Ленинский райсуд, рассмотревший уголовное дело, приговорил его к 7 годам и 4 месяцам колонии строгого режима.

## Материалы по теме
- Документальный фильм из цикла «Криминальная Россия» — «Кемеровская зачистка»
- Сергей Дышев «Воры в законе и авторитеты» — глава «Бригада „тёмных киллеров“»